# USS Tarpon (SS-175)
El USS Tarpon (SS-175), segundo buque de la Armada de los Estados Unidos con este nombre, fue un submarino diésel-eléctrico de la clase Porpoise. El Tarpon realizó patrullas de guerra en el océano Pacífico durante la Segunda Guerra Mundial.

## Hundimiento
Después de las operaciones en la costa este de los Estados Unidos, el Tarpon fue dado de baja en Boston el 15 de noviembre de 1945. A principios de 1947, el submarino fue programado para servir como buque de entrenamiento de la Reserva Naval. El Tarpon salió de Boston remolcado el 28 de marzo y llegó a Nueva Orleans el 9 de abril, donde fue puesto en servicio el 17. Sirvió como submarino de entrenamiento en el 8.º Distrito Naval hasta que fue puesto fuera de servicio y eliminado de la lista de la Armada de EE. UU. el 5 de septiembre de 1956.
El Tarpon naufragó en aguas profundas, al sur del cabo Hatteras, Carolina del Norte, el 26 de agosto de 1957, mientras era remolcado hacia el depósito de chatarra. Su pecio se encuentra en 34°45.195′N 75°46.025′O / 34.753250, -75.767083.